# 分倍河原の戦い (鎌倉時代)
分倍河原の戦い（ぶばいがわらのたたかい）は、鎌倉時代後期の元弘3年（1333年）5月15日・5月16日に、武蔵国多摩川河畔の分倍河原（現在の東京都府中市）において、北条泰家率いる鎌倉幕府勢と新田義貞率いる反幕府勢との間で行われた合戦である。

## 背景
元弘3年（1333年）5月8日、新田義貞は上野国生品明神で鎌倉幕府打倒の兵を挙げた。この旗揚げ時の新田軍は、義貞以下一族の脇屋義助、大舘宗氏、堀口貞満、岩松経家、里見義胤、江田行義、桃井尚義ら総勢でもたった150騎ばかりであったと伝わる。しかしながら、南行して利根川に至ったところで越後国の新田党（里美、鳥山、田中、大井田、羽川の各家）や、甲斐源氏・信濃源氏の一派が合流し、軍勢は7,000騎にまで及んだ。
5月9日、利根川を越えたところで足利高氏（後に尊氏）の嫡子・千寿王（後の足利義詮）が紀五左衛門に伴われて合流、この後上野、下野、上総、常陸、武蔵の鎌倉幕府に不満を持った武士たちが次々と集まり、新田軍は20万7千まで膨れ上がったとも言われる。
さらに新田軍は鎌倉街道沿いに南下し、入間川を渡る。迎撃に来た桜田貞国率いる3万の鎌倉幕府軍を5月11日に小手指原の戦いで、5月12日に久米川の戦いで相次いで撃破。幕府軍は、武蔵国の最後の要害である多摩川で新田軍を食い止めるべく、分倍河原（現在の東京都府中市）に撤退した。

## 経過
鎌倉幕府は小手指原・久米川の敗報に接し新田義貞討伐に本腰を入れ、新田軍を迎え撃つべく北条高時の弟北条泰家を大将とする総勢15万の大軍を急遽派遣し、分倍河原にて桜田貞国の軍勢と合流させた。一方で新田義貞は、幕府軍に大軍の増援が加わったことを知らずにいた。
5月15日、2日間の休息を終えた新田軍1万は分倍河原の幕府軍への総攻撃を開始。だが援軍を得て士気の高まっていた15万の幕府軍に迎撃され全滅状態になり、堀兼（狭山市堀兼）まで敗走した。本陣が崩れかかる程の危機に瀕し、義貞は自ら手勢600騎を率いて幕府軍の横腹を突いて血路を開き辛うじて脱出した。もし幕府軍が追撃を行っていたら、義貞の運命も極まっていたかもしれないと指摘されている。しかし、幕府軍は過剰な追撃をせず、撤退する新田軍を静観した。『太平記』には、この合戦における両軍の軍勢の構成や、採用した戦法について、詳らかに記述されている。この敗走の際、武蔵国分寺（東京都国分寺市）が焼失したといわれる。
敗走した義貞は、退却も検討していた。しかし、堀兼に敗走した日の晩、三浦氏一族の大多和義勝が河村・土肥・渋谷、本間ら相模国の氏族を統率した軍勢8000騎で義貞に加勢した。大多和氏は北条氏と親しい氏族であったが、北条氏に見切りをつけて義貞に味方した。また義勝は足利一族の高氏から養子に入った人物であり、義勝の行動の背景には宗家足利氏の意図、命令があったと指摘されている。
義勝の協力を得た義貞は更に幕府を油断させる為に忍びの者を使って大多和義勝が幕府軍に加勢に来るという流言蜚語を飛ばした。翌16日早朝、義勝を先鋒とした新田軍は2万の兵力で分倍河原に一気に押し寄せ、虚報を鵜呑みにして緊張が緩んだ北条軍に奇襲を仕掛け大勝利し、北条泰家以下は壊滅して敗走した。

## 考察・影響
分倍河原の戦いにおける義貞の勝利はその後の戦局に大きな影響を与えた。この戦いで新田軍が幕府軍に対し勝利を収めたことにより、幕府軍は完全に守勢に転じた。この後、新田軍には関東各地から続々と援軍が加わり、『太平記』によれば最大60万の大軍勢になったという。
その後幕府軍は鎌倉の守備を固め、新田軍は要害の地鎌倉を攻めあぐんだが、稲村ヶ崎から僅かな軍勢で強行突破し、幕府軍の背後を突いて鎌倉へ乱入。倒幕運動最後の合戦（東勝寺合戦）が行われた。

## 史跡

分倍河原駅前の新田義貞像

府中市分梅町の新田川分梅公園に分倍河原古戦場碑がある。分倍河原駅の駅前ロータリーには新田義貞の像がある。新田義貞の顔は鎌倉方面である南を向いている。